# International University Exchange Fund
International University Exchange Fund (IUEF) var en icke-statlig hjälporganisation för studenter.
International University Exchange Fund  tillkom 1961 på norskt initiativ. Den etablerades 1961 med ett sekretariat hos International Student Conference (ISC) i Leiden i Nederländerna med syfte att ge stipendier till studenter som flytt undan rasförföljelse från södra Afrika, särskilt Sydafrika. Sverige bidrog också finansiellt till fonden från dess start. Efter en skandal 1967, då det avslöjades att Central Intelligence Agency varit en stor och hemlig finansiär av moderorganisationen ISC, sönderföll denna organisation och upplöstes slutligen 1969. IUEF omorganiserades då och fick en styrelse med representation av frivilligorganisationer i de nordiska länderna. Dess sekretariat flyttades till Genève i Schweiz.
Medlemmar i International University Exchange Fund var därefter ungdomsorganisationer, flyktingråd och universitetsanknutna organisationer i Danmark, Kanada, Nederländerna, Norge och Sverige med flera länder. Den svenska medlemsorganisationen var Sveriges Ungdomsorganisationers Landsråd. IUEF:s högsta beslutande organ var en församling som möttes en gång per år. Organisationen leddes av en styrelse på tolv personer, i vilken på 1970-talet ingick bland andra svenskarna Astrid Bergquist och Bernt Carlsson.
IUEF:s chef var under tidigt 1960-tal norrmannen Öystein Opdahl och från omkring årsskiftet 1965/1965 Lars-Gunnar Eriksson. Denne avgick formellt den 1 juli 1980 efter avslöjandet av en sydafrikansk spioninfiltration i sekretariatet. Guineanen Hassim Soumare tog över ledarskapet i ett försöka rädda organisationens fortlevnad. 
IUEF finansieras till 90 % av statsbidrag från ett fåtal länder. Svenska regeringens årliga bidrag var det dominerande bidraget och var som högst 17,5 miljoner kronor 1979/80. Det utgjorde under åren en tredjedel eller mer av organisationens omslutning.

## Den sydafrikanska spionaffären
Vid en presskonferens i Stockholm i Sverige i januari 1980 avslöjades att sydafrikansk säkerhetstjänst sedan flera år infiltrerat IUEF:s sekretariat genom den sydafrikanske agenten Craig Williamson, som varit biträdande chef sedan 1977. 
IUEF avvecklades enligt ett beslut av IUEF:s församling i december 1980.
Konstitutionsutskottet konstaterade att IUEF också uppvisat avsevärda brister i sin finansiella skötsel och kritiserade Sveriges regering för att inte tillräckligt sina insynsmöjligheter för att bevaka de svenska medlens användning.